# Didrik Licenius
Didrik Bryngelsson Licenius, född 1600-talet, död 1724, var en svensk ämbetsman.

## Biografi
Didrik Licenius föddes på 1600-talet. Han arbetade som rådman i Västerviks stad och var riksdagsman för borgarståndet vid riksdagen 1710, riksdagen 1713–1714 och riksdagen 1719. Licenius avled 1724.